# V548 Возничего
V548 Возничего (лат. V548 Aurigae) — одиночная переменная звезда в созвездии Возничего на расстоянии (вычисленном из значения параллакса) приблизительно 16700 световых лет (около 5120 парсеков) от Солнца. Видимая звёздная величина звезды — от +15,42m до +15,32m.

## Характеристики
V548 Возничего — жёлтая пульсирующая переменная звезда типа Дельты Щита (DSCT) спектрального класса G. Эффективная температура — около 5814 K.